# Análise de conteúdo
A análise de conteúdo é uma metodologia para as ciências sociais para estudos de conteúdo em Comunicação e textos que parte de uma perspectiva quantitativa, analisando numericamente a frequência de ocorrência de determinados termos, construções e referências em um dado texto. Em Comunicação, é freqüentemente usada como contraponto à análise do discurso, eminentemente qualitativa.
A análise de conteúdo incide sobre várias mensagens, desde obras literárias, até entrevistas. O investigador tenta construir um conhecimento analisando o “discurso”, a disposição e os termos utilizados pelo locutor. O investigador necessita assim de utilizar métodos de análise de conteúdo que implicam a aplicação de processos técnicos relativamente precisos, não se devendo preocupar apenas com aspectos formais, estes servem somente de indicadores de actividade cognitiva do locutor.

## Importância
Hoje em dia a importância da análise de conteúdo na investigação social é cada vez maior, sobretudo devido à forma metódica com que tratam informações e testemunhos que apresentam algum grau de profundidade complexidade. Estes métodos têm sofrido uma evolução, favorecida pelos progressos em linguística, ciências da comunicação e da informática, e devido à preocupação de rigor e profundidade.

## Herança Positivista
A análise de conteúdo surge do positivismo, que usa como base a metodologia das ciências exatas para estudar as ciências humanas. Seguindo esse princípio, teorias sobre a vida social deveriam ser formuladas de forma rígida, linear e metódica, com base em dados verificáveis. Sendo assim, dados não-quantificáveis, como intenções, eram evitados.

## Inferência
Segundo Bardin, após os anos 50, a análise de conteúdo passa a não ser considerada exclusivamente com um alcance descritivo, antes se tomando consciência de que a sua função ou o seu objetivo é a inferência. A inferência, como Bardin a define, pode ser entendida como uma operação intelectual por meio da qual se afirma a veracidade de uma proposição em decorrência de suas ligações com outras proposições já reconhecidas como verdadeiras.
Desde esse momento, pesquisadores redefiniram a análise de conteúdo como uma técnica de investigação destinada a formular, a partir de dados, inferências reproduzíveis e válidas que podem ser aplicadas por pessoas diferentes em um mesmo contexto.

## Variantes dos métodos
Importa referir algumas das variantes dos métodos de análise de conteúdo, que se agrupam em duas categorias: os métodos quantitativos, que são extensivos e têm como unidade de informação de base a frequência do aparecimento de certas características de conteúdo; e os métodos qualitativos que têm como unidade de informação de base a presença ou ausência de uma característica. Esta divisão não é assim tão linear e vários métodos recorrem tanto a um como a outro.
Distinguem-se três grandes categorias de métodos que incidem principalmente sobre certos elementos do discurso, sobre a sua forma ou sobre as relações entre os seus elementos constitutivos. São então as análises temáticas que revelam as representações sociais a partir de um exame de certos elementos constitutivos; as análises formais que incidem principalmente sobre as formas e encadeamento de discurso; e as análises estruturais, que põem a tónica sobre a forma como elementos de mensagem estão dispostos e tentam revelar aspectos subjacentes e implícitos de mensagem.
Estes métodos permitem o estudo do não dito ou dito entre linhas. O que é uma das suas vantagens. Quanto a desvantagens estas não podem ser generalizadas, devido às diferentes categorias em que se dividem os métodos. Podemos dizer que alguns métodos se baseiam em pressupostos simplistas, como é o caso da análise categorial. Enquanto outros são muito pesados e laboriosos, como por exemplo a análise avaliativa.